# Вакан сансай дзуе

Зображення сонця (ліворуч) і місяця (праворуч) з «Вакан сансай дзуе».

Вакан сансай дзуе (和漢三才図会, わかんさんさいずえ, «Японсько-китайський ілюстрований збірник трьох світів») — японський енциклопедичний словник  періоду Едо, виданий 1712 
року.

## Опис
«Вакан сансай дзуе» належить до категорії книг, які в домодерній Японії називалися руйсьо — аналогів китайських універсальних довідників, впорядкованих за тематичними розділами. В його основі лежать матеріали мінської енциклопедії «Ілюстрованого збірника трьох світів» 1607 року. Упорядником японського видання був осацький лікар Терадзіма Рьоан.
«Вакан сансай дзуе» складається з 105 томів (сувоїв), зібраних у 81 книзі. Він присвячений «трьом світам» — «світові Небес», «світові Землі» і «світові людей». Словник написаний японським китайським письмом, подекуди з поясненнями каною. Практично кожна стаття має чорно-білу ілюстрацію. 
Матеріали «Вакан сансай дзуе» є цінним джерелом знань і уявлень японців про світ 17 — початку 18 століття.

## Зміст
- Том 1. Небеса (天部)
- Том 2. Астрономія (天文)
- Том 3. Погодні явища (天象類)
- Том 4. Час, рік і свята (時候部)
- Том 5. Календар і ворожіння (暦占類)
- Том 6. Вибір божеств дня за календарем (暦擇日神)
- Том 7. Люди (人倫類)
- Том 8. Родина (親族)

## Видання
- 倭漢三才圖會, 105巻巻首1巻尾1巻/ 寺島良安編 — [出版地不明]: 大野木市兵衛, 岡田三郎右衛門, 鳥飼市兵衛, 渋川清右衛 門, 松村九兵衛, 1715, 81冊. (1-е видання)
- 和漢三才圖會 / 寺島良安編. — 東京; 大坂; 名古屋: 中近堂, 1884-1888, 4冊. (2-е видання)
- 倭漢三才圖會 / 寺島良安編. — 東京: 日本随筆大成刊行会, 1929, 2冊.
- 和漢三才圖會 / 寺島良安編. 18版. — 東京: 東京美術, 1999, 2冊. (18-е видання)